# Дідух Анатолій Павлович
Анато́лій Па́влович Діду́х (7 жовтня 1930, с. Іванківці, нині — Хмельницького району Хмельницької області — 18 квітня 2018, с. Сокільники Пустомитівського району Львівської області) — український спортсмен (лижник і веслувальник на каное), спортивний педагог, заслужений тренер УРСР, відмінник народної освіти УРСР.

## Біографія
До 1946 р. навчався в Іванковецькій середній школі та працював у колгоспі. В січні 1946 р. вступив до Львівського залізничного училища № 2 системи Трудових резервів, де вперше почав займатись гімнастикою та легкою атлетикою (біг). Після закінчення училища (в 1947 році) Анатолія Дідуха як спортсмена скерували до Московського технікуму фізичної культури і спорту Міністерства Трудових резервів. За три роки навчання в технікумі А. Дідух виконав ІІІ спортивний розряд з гімнастики, ІІІ розряд з плавання, ІІІ розряд з легкої атлетики (біг) і І спортивний розряд з лижних перегонів у змаганнях на першість Москви. Окрім цього, виконав нормативи ГТО ІІ ступеня (відмінник).
1950 р., після закінчення технікуму, був скерований на роботу до Львівського управління Міністерства Трудових резервів. Працював інструктором фізвиховання в РУ № 12, викладачем фізвиховання у Залізничному училищі № 1 та у ФЗН № 14. Готував лижників до республіканських змагань спортивного товариства «Трудові резерви» і взимку 1951-1952 рр. у Харкові на цих змаганнях команда Львова здобула ІІІ місце.
У 1953 р. вступив до Львівського інституту фізичної культури на кафедру лижного спорту.
У 1956 р. на І-ій Спартакіаді України, що продила у Києві брав участь у змаганнях з веслування на байдарках і каное. У каное-двійці Анатолій Дідух і Мирослав Герцик на дистанції 10000 посіли 5 місце. Лічених секунд не вистачило до виконання нормативу майстра спорту.
У 1957 р. брав участь в першості України з лижних перегонів в селищі Ворохта на гонці патрулів з стрільбою на 30 км (пізніша назва виду спорту — біатлон). В командній гонці Анатолій Дідух з Мирославом Герциком посіли ІІІ призове місце. Того ж року закінчив інститут, але займатися спортом не перестав. Так, ще упродовж багатьох років взимку займався лижним спортом, а влітку — веслувальним спортом.
У 1959 р. брав участь у ІІ Спартакіаді України з веслування у Києві на дистанції 1000 м. в каное-одиночці, де посів 6 місце. 1960 р. на змаганнях Центральної Ради СТ «Колгоспник» з лижних перегонів в естафеті 4×10 км посів ІІІ місце і того ж року на змаганнях Української Ради СТ «Спартак» в естафеті С-1 (4×500 м.) — ІІ місце. У 1961 р. на змаганнях Всесоюзної спортивної ради «Спартак» з веслування в естафеті С-1 (4×500 м.) — ІІІ місце. 1962 р. на змаганнях Української Ради СТ «Спартак» у естафеті С-1 (4×500 м.) посів І місце та у естафеті С-2 (10000 м.) — ІІІ місце; на змаганнях Ради Союзу спортивних організацій УРСР в естафеті С-1 (4×500 м.) — ІІІ місце. У 1963-1964 рр. брав участь у змаганнях Української Ради СТ «Спартак» у естафеті С-2 (1000 м.) та змагання Української Ради СТ «Спартак» у естафеті С-1 (4×500 м.), де посів ІІІ та ІІ місця відповідно.
Після закінчення інституту у 1957 р. був скерований на роботу в ДЮСШ № 3 системи народної освіти для організації нового виду спорту на Львівщині серед учнівської молоді — веслування на байдарках і каное. Завданням було готувати спортсменів-веслярів до Республіканської Спартакіади школярів України, яку проводили щорічно. Першими вихованцями були учні зі Сокільницької СШ, Наварійської восьмирічної школи та Пустомитівської СШ. Першими призерами Республіканської Спартакіади школярів були учні Сокільницької СШ. Зокрема, Євген Саган мав ІІІ місце на дистанції 500 м. (у майбутньому був нагороджений званням «Заслужений тренер України»), а Роман Чорняк мав ІІІ місце на дистанції 1000 м..
У цей час тренерської роботи в систему підготовки спортсменів-веслувальників Анатолій Дідух включав і лижний спорт. Тренування відбувалися в умовах високогір'я Карпат, Кавказу, Криму, Уралу. Результати перевершили сподівання: учні-веслувальники А. Дідуха тричі ставали переможцями в командних всеукраїнських змаганнях Міністерства освіти з лижних перегонів, за що отримали кришталевий кубок в 1972 р.. Друга команда лижників була на 4-му місці.
У 1976 р. було вирішено провести Всесоюзну Спартакіаду школярів у Львові на озері Наварія. Було проведено велику підготовчу роботу і відбулося прекрасне спортивне свято на воді озера Наварія — змагання на байдарках і каное 15-ти республік та міст Москви і Ленінграда. Організацію проведення змагань було оцінено найвищою оцінкою. Завідувача Львівського ОблВНО А. М. Вовка було нагороджено званням «Заслужений тренер України».
1978 р. переведений на роботу у Львівську обласну загальноосвітню школу-інтернат спортивного профілю (тепер — училище фізичної культури) на посаду старшого викладача відділення веслування на байдарках і каное, де працював 21 рік. Отже, загальний педагогічний стаж А. Дідуха становить майже 54 роки.
Незважаючи на свій поважний вік, Анатолій Павлович не лишається осторонь спортивного життя Львівщини. Був серед учасників на першості серед ветеранів з лижних перегонів та з народного веслування (засновником якої він є), де він виборював першість та з цікавістю спостерігав за спортивними баталіями на березі «рідної Наварії».
9 жовтня 2010 р. на озері «Наварія» проходив Кубок федерації з веслування на байдарках і каное, присвячений 80-річчю від дня народження Дідуха Анатолія Павловича. На старт цієї регати вийшли не лише юні веслярі Львівщини а й ветерани веслування, учні Анатолія Павловича.
18 квітня 2018 р., на 88-му році життя один із засновників веслування у Львівській області Анатолій Павлович відійшов у вічність.

## Педагогічна та тренерська діяльність
За час тренерської діяльності Анатолію Дідуху було присвоєно почесне звання «Заслужений тренер України» (1976 р.); він отримав нагороду «Відмінник народної освіти України» (1981 р.) та був нагороджений медаллю «Ветеран труда» (1986 р.). За свою тренерську кар'єру А. Дідух виховавцілу плеяду спортсменів, які прославили свою країну на весь світ. Близько 30-ти його учнів тали переможцями Всесоюзних та Всеукраїнських змагань, а 40 учнів стали сайстрами спорту, серед них: 
- 1964 р. — Дідух Наталія;
- 1967 р. — Дідик Юрій, Слоновський Зорян;
- 1968 р. — Улітін Олег, Шокало Євген;
- 1970 р. — Ріжок Микола;
- 1973 р. — Майборода Юрій, Осипенко Володимир;
- 1978 р. — Теплов Віталій, Коза Марія;
- 1981 р. — Крет Олена, Дацько Богдан;
- 1983 р. — Івасик Наталя;
- 1985 р. — Бублов Євген, Вус Юрій;
- 1986 р. — Гілета Андрій, Дідух Руслан;
- 1987 р. — Милян Володимир, Тарновський Олег, Редько Ірина, Межельська Любов;
- 1988 р. — Бундз Роман, Грицай Ротислав, Гайор Лілія;
- 1989 р. — Гайор Ольга, Гац Леся, Доценко Ірина;
- 1990 р. — Цирог Наталя, Дмитришин Олег;
- 1992 р. — Коровченко Павло;
- 1993 р. — Бундз Андрій, Черній Юрій;
- 1994 р. — Рудка Юрій, Дмитришин Ігор, Гериба Марія;
- 1995 р. — Полончук Оксана;
- 1996 р. — Приказчикова Олена, Шарадовська Ірина, Одноріг Андріана;
- 1997 р. — Кузьма Наталя, Михальська Ірина;
- 1998 р. — Гаргаш Тетяна, Солданчин Юлія;
- 2000 р. — Синичин Марія.

Майстрами спорту міжнародного класу стали Дідик Юрій, Шокало Євген з ДЮСШ № 3 та Бундз Роман, Гайор Лілія з ЛУФК. 17 учнів училища, членів збірної національної команди України, що брали участь в міжнародних змаганнях, серед них:
- Учасником двох олімпіад був Бундз Роман і на XXVI літніх Олімпійських іграх у Атланті посів 7 місце, а на XXVI літніх Олімпійських іграх у Сіднеї — 12 місце;
- Переможцями та призерами чемпіонатів світу ставали Тарновський Олег, Дмитришин Олег;
- Переможцями чемпіонатів Європи ставали Дацько Богдан, Івасик Наталя, Гайор Ліля, Цирог Наталя, Шарадовська Ірина, Одноріг Адріана;
- Призерами чемпіонатів Європи ставали Метельська Любов, Кузьма Наталя, Редько Ірина, Приказчикова Олена, Полончук Оксана, Михальська Ірина, Чериба Марія;

- Чемпіони Європи серед юніорів — Дацько Богдан (1981), Івасик Наталя (1983); Одноріг Адріана та Шарадовська Ірина (1998);
- Чемпіони світу серед юніорів — Тарновський Олег (1987), Цирог Наталя (1991);
- Переможниця міжнародних змагань «Дружба» — Гайор Лілія (1989);
- Призер міжнародної Олімпіади серед юніорів — Дмитришин Олег (ІІ місце, 1991);
- Багаторазово відділення веслування на байдарках і каное за підсумками виступів учнів на змаганнях вищих рангів були переможцями та призерами серед училищ фізичної культури України.
- Випускники ДЮСШ № 3 стали заслуженими тренерами України — Улітін Олег Сергійович (1975), Саган Євген Іванович (1985), Карбівник Анна Здзіславівна (1991).

Проводячи в УФК щорічну номінацію-змагання серед спортивних відділень, відділення веслування на байдарках і каное вигравало:
- 1981 — ІІ місце, грамота;
- 1982 — Почесна грамота;
- 1983 — І місце, вимпел;
- 1985 — І місце, грамота;
- 1986 — Почесна грамота;
- 1987 — Грамота, вимпел.

Випускники УФК Івасик Наталія Орестівна та Чичкан Оксана Анатоліївна стали кандидатами наук з фізичного виховання і спорту та є авторами книги „Веслярі із «безводного» Львова“: історичний нарис".

## Родина
Анатолій Павлович Дідух був одружений, має двох дітей та трьох онуків. Дружина Наталія Іванівна Дідух (Кураш) — майстер спорту СРСР та чемпіон УРСР з лижних перегонів. Син Руслан Анатолійович Дідух — майстер спорту СРСР з веслування. Учасник відомого українського вокального квартету "Явір", народний артист України, лауреат Шевченківської премії Володимир Дідух є троюрідним племінником Анатолія Дідуха.